# Serge Lipszyc
 (décembre 2022).
Serge Lipszyc est un acteur et metteur en scène français.
Formé à l'École Charles Dullin, il est directeur pédagogique et metteur en scène associé aux Rencontres Internationales de Haute-Corse dirigées par Robin Renucci.
En 1986, il fonde la Compagnie du Matamore, conventionnée par la DRAC d'Île-de-France, troupe qui a bénéficié à maintes reprises de l’aide du Conseil général des Yvelines et du Conseil régional d'Île-de-France par l’intermédiaire de Thécif (actuellement ARCADI). Elle est en résidence à l’Aria Île-de-France à Pantin et partenaire depuis 2004 du Théâtre d'Auxerre, scène conventionnée.

## Metteur en scène
- 2009 : Désiré de Sacha Guitry, Théâtre de la Michodière
- 2011 : Arlequin de Carlo Goldoni, Théâtre du Ranelagh
- 2014 : Derniers remords avant l'oubli de Jean-Luc Lagarce, à L'Épée de bois - La Cartoucherie[1].
- 2015 : Le Misanthrope, au théâtre de La Maison dans la Vallée.
- 2018 :  Maman et moi et les hommes  d'Arne Lygre, Comédie de l'Est.

## Arlequin
Le protagoniste de la pièce Arlequin, serviteur de deux maîtres, écrite par Carlo Goldoni au milieu du XVIIIe est rapidement devenu son personnage fétiche. Depuis plus de vingt ans, il met en scène Arlequin dans un costume salopette, avec aujourd'hui plus de 700 représentations au compteur.